# Myzomela vulnerata
Myzomela vulnerata е вид птица от семейство Meliphagidae.

## Разпространение
Видът е разпространен в Индонезия и Източен Тимор.